# Instituto de Investigación del Sida IrsiCaixa

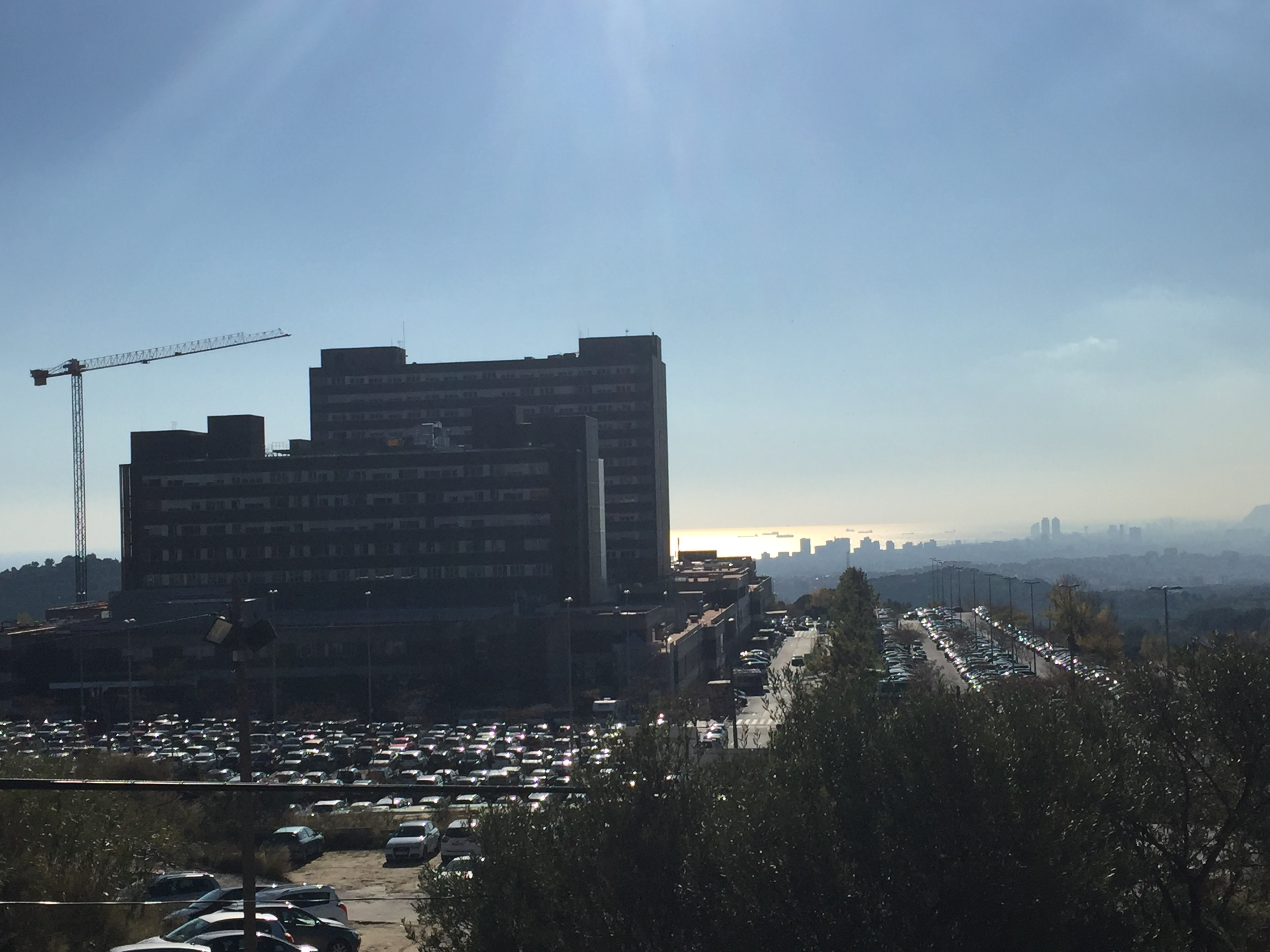
Instituto de Investigación del Sida IrsiCaixa

El Instituto de Investigación del Sida IrsiCaixa (en catalán, Institut de Recerca de la Sida) o simplemente IrsiCaixa, es un instituto de investigación biomédica privado sin ánimo de lucro, ubicado en Badalona (Barcelona, España), en las dependencias del Hospital Universitario Germans Trias i Pujol. Fue creado en 1995 por iniciativa del Dr. Bonaventura Clotet e impulsado por la Obra Social “la Caixa” y el Departamento de Salud de la Generalidad de Cataluña, y forma parte de la red de Centros de Investigación de Cataluña (CERCA). Su objetivo, es contribuir a mejorar los conocimientos, la prevención y los tratamientos de la infección por VIH y las enfermedades relacionadas, con el fin último de erradicar la pandemia del sida.
IrsiCaixa es considerado como uno de los centros investigativos de enfermedades infecciosas más prestigiosos del mundo y es un referente internacional en el campo del VIH. Forma parte del Grupo Directivo de la OMS sobre resistencias del VIH a los medicamentos (WHO HIV ResNet) y del grupo asesor de los Institutos Nacionales de Salud americanos en la lucha contra las resistencias a nivel mundial. Además es miembro del proyecto EuroSIDA para la determinación de resistencias a fármacos antivirales, de la Iniciativa Europea para la Vacuna del Sida (EAVI2020) del programa Horizonte 2020 y del Grupo de Trabajo de Expertos Internacionales para la Cura del VIH de la Sociedad Internacional del Sida.

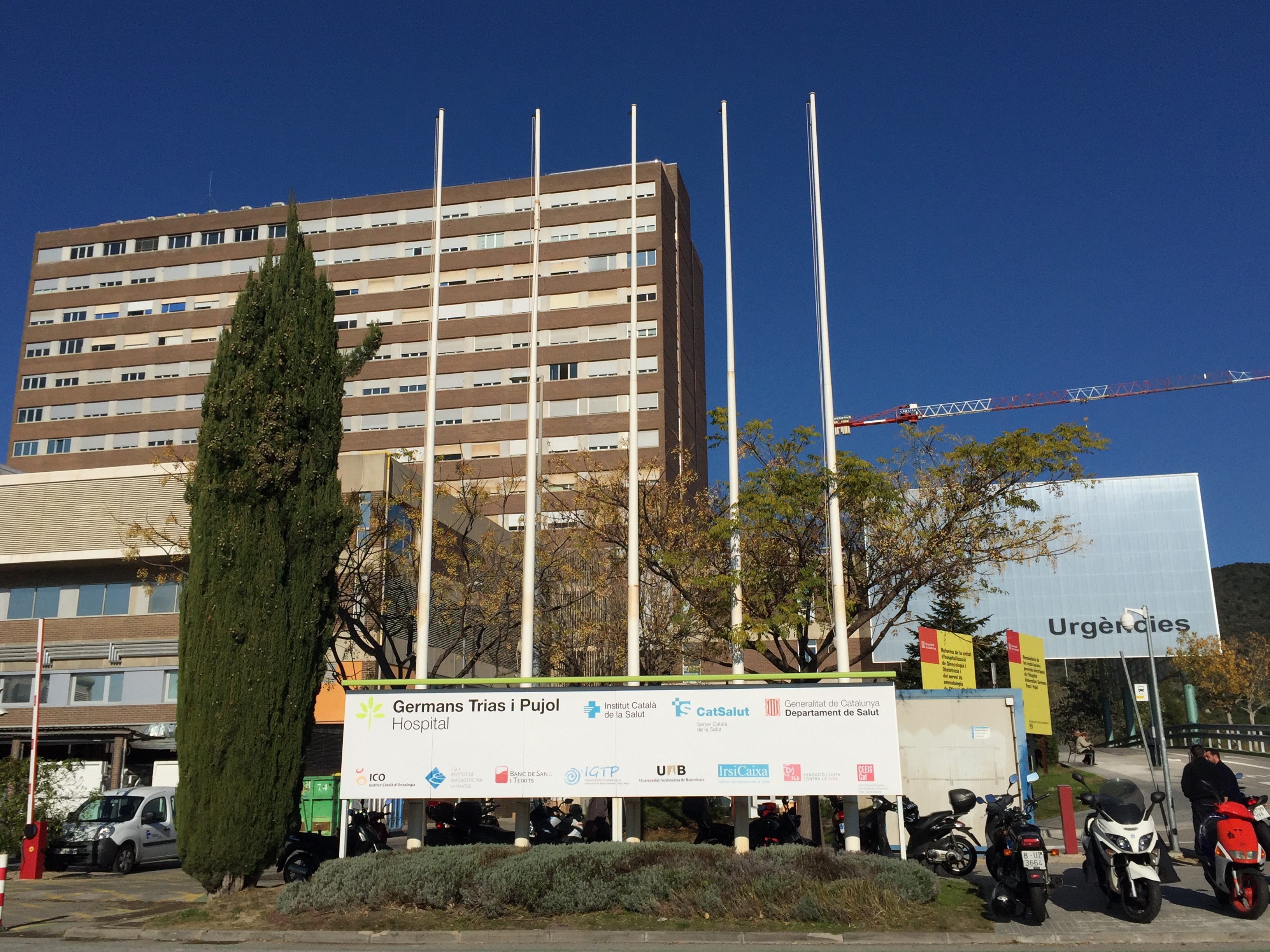
Hospital Universitario Germans Trias i Pujol

Junto con el Hospital Clínico y Provincial de Barcelona, dirige el proyecto HIVACAT; en el marco de este programa, un reciente estudio de vacuna terapéutica contra el VIH, ha logrado que 5 personas controlen el virus sin tomar tratamiento antirretroviral; es la primera vez que una intervención terapéutica contra el VIH logra demostrar que se puede reeducar el sistema inmunitario de algunas personas infectadas para que controlen el virus sin necesidad de fármacos.
Por otra parte, el laboratorio de Virología e Inmunología Celular del Dr. Julià Blanco lleva más de 10 años trabajando en una plataforma vacunal contra el VIH, el cáncer y otras enfermedades infecciosas, basadas en VLPs (del inglés "Virus-like particle"), llegando a transformarse en uno de los grupos de investigación más activos en esta área a nivel mundial.
La fundación IrsiCaixa mantiene una constante colaboración científica con los Institutos Nacionales de Salud de Estados Unidos (NIH), el Instituto Tecnológico de Massachussetts (MIT) y la Universidad de Harvard, la Universidad de Oxford, el Instituto Médico Howard Hughes, el Instituto Pasteur de París, el Scripps Research Institute, el Instituto de Salud Carlos III (ISCIII), entre  otros.

## Historia
La Fundación IrsiCaixa se constituyó el 12 de enero de 1995, por iniciativa del Dr. Bonaventura Clotet e impulsado por la Obra Social “la Caixa” y el Departamento de Salud de la Generalitat de Catalunya. En 1996 se inauguró el laboratorio de retrovirología y 2 años después se consolidaron las primeras líneas estratégicas de investigación.
En 2001 IrsiCaixa inaugura un nuevo laboratorio de bioseguridad nivel 3, al año siguiente se agregan más líneas de investigación frente a otras enfermedades infecciosas (hepatitis B, hepatitis C, papilomavirus, etc.), y pasa a ser uno de los laboratorios responsables en la  determinación de resistencias a fármacos antivirales en Cataluña y en Europa (proyecto EuroSIDA).

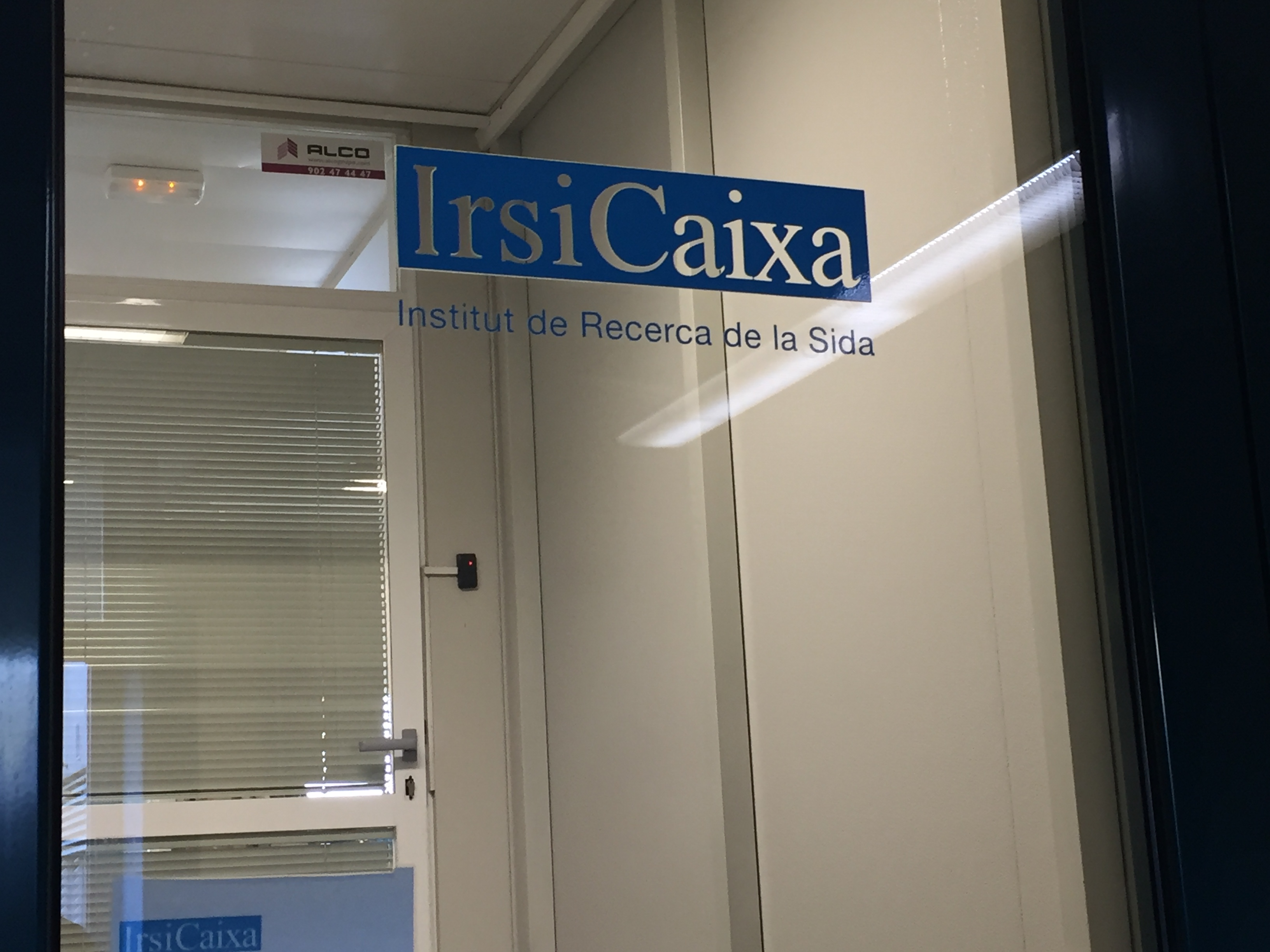
Fundación IrsiCaixa

En 2004 se abre la prestación a servicios (determinación de niveles plasmáticos de fármacos, estudio de resistencia al virus, HLA, etc.) a diferentes hospitales de Cataluña. 
En 2006 se da pie al proyecto HIVACAT para el desarrollo de la vacuna contra el VIH y en 2009, se incorporan a dicho proyecto, Esteve, la Fundación “la Caixa” y la Generalitat de Catalunya.
En 2010 se realiza un estudio preliminar del papel de los retrovirus no causantes del sida (virus XRMV y semejantes) en el cáncer de próstata y el síndrome de fatiga crónica. Se hacen avances en biotecnología y secuenciación masiva por pirosecuenciador ultrasensible 454.
En el año 2012 se constituye el grupo de Genómica Microbiana, dedicado a la investigación sobre el microbioma intestinal y el envejecimiento, y en el mismo año se inaugura el Máster Universitario en Patogénesis y Tratamiento del Sida. 2 años más tarde se crea la Oficina de Gestión de la Investigación y la Innovación y en 2015 entra a formar parte del Grupo Directivo de la OMS sobre resistencias del VIH a los medicamentos.
En 2015 se crea una spin-off, Aelix Therapeutics SL, para el desarrollo de HTI (HIVACAT T-cell Immunogen), vacuna terapéutica contra el VIH desarrollada en el instituto, y durante el año 2016, tras un acuerdo con Grifols, se crea AlbaJuna Therapeutics SL, la segunda spin-off de IrsiCaixa, cuyo objetivo es el desarrollo clínico de nuevas inmunoglobulinas sintéticas contra el VIH.

## Investigación

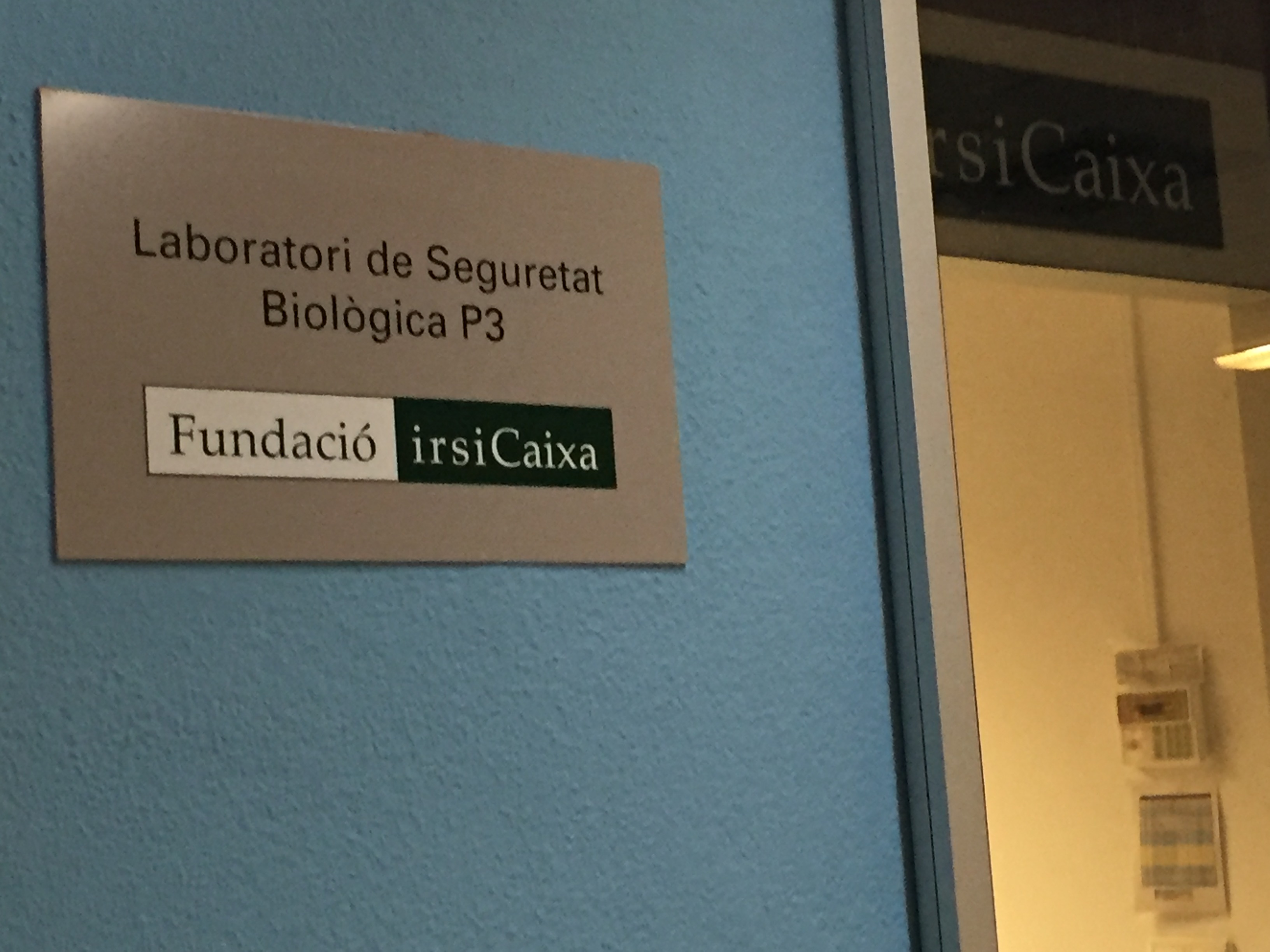
Laboratorio de Bioseguridad Nivel 3 IrsiCaixa

El Instituto de Investigación del Sida IrsiCaixa lleva a cabo investigación básica y clínica que buscan comprender los mecanismos de infección por el VIH, desarrollar nuevas terapias y vacunas, y evaluar nuevas estrategias terapéuticas. Al año 2018, cuenta con cinco líneas estratégicas, ocho grupos de investigación y unos 60 investigadores, que fuera del ámbito investigativo, realizan docencia y divulgación científica, trabajando cooperativamente con profesionales de la salud y aproximadamente 3.000 pacientes.
El instituto, además, dispone de un comité ético, un comité asesor comunitario y un comité científico internacional, del cual ha formado parte el Dr. Luc Montagnier. Al año 2017, destaca la participación en éste comité del Dr. Bruce Walker (director del Ragon Institute de MGH, MIT y Harvard University e investigador del Howard Hughes Medical Institute), el Dr. Douglas Richman (profesor de patología y medicina en la Universidad de San Diego en California, EE. UU., director del Centro de Investigación del VIH y el Sida en el VA San Diego Healthcare System y director del Centro para la Investigación sobre el Sida en la UCSD), el Dr. Daniel Kuritzkes (profesor de medicina en la Harvard Medical School, director de AIDS Research en el Brigham and Women’s Hospital y codirector del NIH-funded AIDS Clinical Trials Group) y la Dra. Brigitte Autran (profesora de medicina e inmunología en la Universidad Pierre et Marie Curie (UPMC) de París y directora del Departamento de Inmunología y de la División de Biología y Patología Médica del Hospital Universitario Pitié-Salpêtrière de París), entre otros.

### Actividad científica
IrsiCaixa, al año 2010 contaba con aproximadamente 600 publicaciones, con una producción consolidada de 45 publicaciones anuales, promediando un índice de impacto entre 1992 y 2006, de 16,2. Entre sus estudios, destacan algunos que han contribuido de manera significativa en la investigación y erradicación del VIH, tales como: la constatación de la necesidad de efectuar análisis periódicos más sensibles de detección de la carga viral, identificación de una importante vía de entrada que utiliza el VIH para infectar las células del sistema inmunitario, caracterización de variantes agresivas del VIH que causan los casos más fulminantes de sida descritos hasta el año 2008, identificación de la inmensa variabilidad del virus en las distintas regiones del mundo y de nuevas posibles dianas para el desarrollo de una vacuna, explicaron el motivo por el cual los tratamientos antirretrovirales no permiten curar la infección definitivamente, confirmaron el rol del gen ZNRD1 como factor asociado a la progresión lenta de la infección por VIH, demostraron la elevada eficacia de la transmisión del VIH entre células T CD4+, identificaron los factores genómicos que intervienen en la evolución de la enfermedad, caracterizaron las sinapsis virológicas y los mecanismos de transmisión, desarrollaron la técnica boosted flow que permitió demostrar la presencia de una respuesta específica contra el VIH por parte de los linfocitos T en individuos no infectados pero con una alta exposición al virus, identificaron las zonas del virus más vulnerables a la respuesta de las células T, descubrieron una molécula responsable de la propagación del VIH en el organismo y se deja registro por primera vez de como el VIH se introduce en unas células del sistema inmunitario y las utiliza como «caballo de Troya» para dispersarse, describieron por primera vez en el mundo la transmisión de una variante del virus de la hepatitis C que es resistente a los antivirales de acción directa, describieron los mecanismos moleculares que regulan a actividad del factor de restricción SAMHD1 asociando el control del ciclo celular de la célula huésped a la replicación del VIH, identificaron la naturaleza y alcance de los epítopos de las células T presentes en células infectadas por el virus de la inmunodeficiencia humana, demostrando que la infección induce respuestas a muchos más epítopos de lo que se creía, colideraron el primer trasplante de células madres de cordón umbilical resistentes al VIH en un paciente que también sufría un linfoma consiguiendo la eliminación del virus, identificaron las respuestas de los linfocitos T a epítopos codificados en dirección contraria a la del genoma viral, publicaron los primeros resultados que demuestran que la infección por el VIH disminuye la riqueza del microbioma humano, etc.
Los estudios llevados a cabo en este instituto se realizan en colaboración con numerosos centros de investigación en el mundo, tales como: Centro de Descubrimiento de Vacunas, Inmunología e Inmunógeno contra el VIH/sida (CHAVI-ID), Institutos Nacionales de Salud de Estados Unidos (NIH), Centros para el Control y Prevención de Enfermedades (CDC), Instituto Ragon del Hospital General de Massachusetts (MGH), el Instituto Tecnológico de Massachussetts (MIT) y la Universidad de Harvard, Fundación Bill y Melinda Gates, Laboratorio Nacional de Los Álamos, Universidad de Harvard, Instituto Karolinska, Universidad de Oxford, Universidad de Cambridge, Instituto Tecnológico de Massachusetts, Universidad Yale, Universidad Stanford, Universidad de Washington, Universidad de Massachusetts Amherst, Universidad de Oklahoma, Universidad Johns Hopkins, Universidad de California en San Diego (UCSD), Universidad de Ámsterdam, Scripps Research Institute, Asociación Civil Impacta Salud y Educación de Perú, University College de Londres, Universidad de Zúrich, Universidad de Utrecht, Universidad de Copenhague, Universidad de Tokio, Universidad de Chulalongkorn, Instituto Médico Howard Hughes, Instituto Max Planck de Biología de Infecciones, Hospital Brigham and Women's, Instituto Pasteur de París, Agencia Nacional de Investigación sobre el Sida y las Hepatitis Virales (ANRS) de Francia, Hospital de la Pitié-Salpêtrière, Instituto Superior de Sanidad de Italia, Royal Free Hospital de Londres, Hospital General de Massachusetts, Instituto de Salud Carlos III (ISCIII), Hospital Universitario Ramón y Cajal, Instituto de Salud Global de Barcelona (ISGlobal), Institución Catalana de Investigación y Estudios Avanzados (ICREA), Universidad de Ciudad del Cabo, GlaxoSmithKline, etc.

### HIVACAT

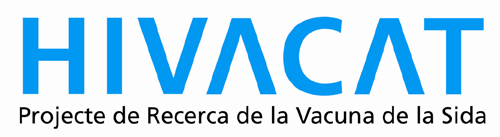
Logo HIVACAT.

El proyecto HIVACAT (Proyecto de Investigación de la Vacuna del Sida) es un programa catalán para el desarrollo de una vacuna efectiva contra el VIH, está codirigido por IrsiCaixa y el Servicio de Enfermedades Infecciosas y Sida del Hospital Clínico de Barcelona (IDIBAPS). Éste consorcio cuenta además con la colaboración de Esteve y con el apoyo de la fundación “la Caixa”, de los Departamentos de Salud e Innovación, Universidades y Empresa de la Generalidad de Cataluña y de la Fundació Clínic. Dicho proyecto está codirigido el Dr. Bonaventura Clotet y por el Dr. Josep Maria Gatell, y coordinado por el Dr. Christian Brander, adscrito a la institución de la Generalitat ICREA (Institución Catalana de Investigación y Estudios Avanzados). También cuenta con la participación de la investigadora Eloisa Yuste, proveniente de la Universidad de Harvard, que se ha incorporado al Grupo de Investigación del Sida del Clínico-IDIBAPS, adscrito al programa Ramón y Cajal.
Actualmente está a las puertas de empezar los ensayos clínicos de una vacuna; la tercera fase clínica, que incluye pruebas sobre un universo de afectados mayor, junto con la producción masiva de la vacuna, se prevé para 2025-2027.